# Ernst Zeiner
Ernst Zeiner (27. října 1867 Baden – 4. září 1961 Baden) byl rakouský pedagog a politik německé národnosti z Dolních Rakous, na počátku 20. století poslanec Říšské rady.

## Biografie
Působil jako gymnaziální profesor v Badenu.
Působil i jako poslanec Říšské rady (celostátního parlamentu Předlitavska), kam usedl ve volbách do Říšské rady roku 1907, konaných poprvé podle všeobecného a rovného volebního práva. Byl zvolen za obvod Dolní Rakousy 39. Po volbách roku 1907 byl uváděn coby člen klubu Křesťansko-sociální sjednocení.